# Ligue Antilles 2010
L'édition 2010 de la Ligue Antilles de football réunit pour la septième fois les 4 meilleures équipes guadeloupéennes et les 4 meilleurs clubs martiniquais.
Le tenant du titre est le club martiniquais de la Samaritaine, qui ne défendra pas son titre cette année pour cause de sa relégation administrative lors de la dernière saison du Championnat de la Martinique de football.

## Format
Le format reste identique à celui de l'édition précédente avec la répartition en deux zones (une "Guadeloupe" et une "Martinique"), où les clubs locaux s'affrontent dans une mini-competition locale (Demi-Finale et Finale). Les vainqueurs de chacune de ces zones jouent la finale inter-régionale, qui désigne le Champion des Antilles de football.

## Participants
Zone Guadeloupe : CS Moulien, Evolucas de Petit-Bourg, Etoile de Morne-à-l'eau et JS Vieux-Habitants.
Zone Martinique : RC Rivière-Pilote, Reveil Sportif, CS Case-Pilote et Club Franciscain.

## Résultats

### Zone Guadeloupe
Demi-finales :
| 13 février 2010 | Etoile                                    | 2 - 0 | JSVH | Stade Fiesque Duchesne, Baie-Mahault     |                                          |
|                 | Stéphane Amadiah 45e · Marvin Catalan 66e |       |      | Spectateurs : 300 Arbitrage : Mr Deligny | Spectateurs : 300 Arbitrage : Mr Deligny |
|                 | Rapport                                   |       |      | Spectateurs : 300 Arbitrage : Mr Deligny | Spectateurs : 300 Arbitrage : Mr Deligny |

| 9 mars 2010 | CS Moulien        | 1 - 1 a.p. | Evolucas          | Stade Fiesque Duchesne, Baie-Mahault     |                                          |
|             | Kari Alvin 36e    |            | Fabrice Rullé 84e | Spectateurs : 700 Arbitrage : Mr Jombert | Spectateurs : 700 Arbitrage : Mr Jombert |
|             | Rapport           |            |                   | Spectateurs : 700 Arbitrage : Mr Jombert | Spectateurs : 700 Arbitrage : Mr Jombert |
|             | Tirs au but 5 - 6 |            |                   | Spectateurs : 700 Arbitrage : Mr Jombert | Spectateurs : 700 Arbitrage : Mr Jombert |

NB : Match initialement prévu le 13 février 2010 mais reporté à cause des retombées de cendres sur la Guadeloupe dû à l'éruption de la Soufrière à Montserrat.
Finale :
| 24 avril 2010 | Etoile | 4 - 1 | Evolucas | Stade Roger Zami, Le Gosier |  |
|               |        |       |          |                             |  |

### Zone Martinique
Demi-finales :
| 16 mars 2010 | RC Rivière Pilote | 1 - 2 a.p. | CS Case-Pilote |  |  |
|              |                   |            |                |  |  |

| 17 mars 2010 | Club Franciscain  | 1 - 1 | Reveil Sportif | Stade Georges Gratiant, Le Lamentin |  |
|              |                   |       |                |                                     |  |
|              | Tirs au but 5 - 4 |       |                |                                     |  |

Finale :
| 23 avril 2010 | CS Case-Pilote | 1 - 3 | Club Franciscain                                         | Stade Pierre Aliker, Fort-de-France |  |
|               | José Goron 12e |       | Frédéric Poulolo 5e · Pascal Lina 14e · Wily Muday 90+3e |                                     |  |

## Finale
| 5 juin 2010 | Club Franciscain                                                     | 3 - 1 | Etoile              | Stade Louis Achille, Fort-de-France, Martinique |                                       |
|             | Franciano Etinof 30e (pen.) · Frédéric Poulolo 55e · David Reyal 75e |       | Nicolas Jouenne 62e | Arbitrage : Fréderic Létard (Guyane )           | Arbitrage : Fréderic Létard (Guyane ) |

Le Club Franciscain remporte pour la 5e fois en sept éditions la Ligue Antilles.